# Praravinia subtomentosa
Praravinia subtomentosa är en måreväxtart som beskrevs av Cornelis Eliza Bertus Bremekamp. Praravinia subtomentosa ingår i släktet Praravinia och familjen måreväxter. Inga underarter finns listade i Catalogue of Life.